# 默迪卡體育場
默迪卡體育場（独立体育场）是一个位于马来西亚吉隆坡的运动体育场，是为了在1957年8月31日宣布马来亚联合邦独立而建造。
默迪卡体育场由大马体育场管理机构管理，举办过很多体育赛事，比如1977年东南亚运动会和默迪卡杯足球賽。1975年7月1日，穆罕默德·阿里和Joe Bugner的拳击赛事也是在这里举行。默迪卡体育场也被用来举办演唱会。
国家体育馆和精武体育场就在邻近。

## 历史

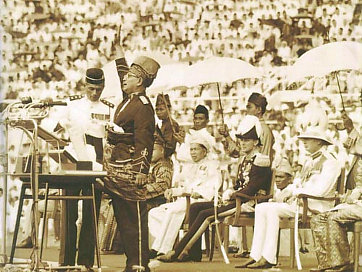
东姑阿都拉曼在1957年宣布马来亚联合邦独立

默迪卡体育场的建设时期是从1956年9月25日到1957年8月21日。默迪卡体育场举办过很多马来西亚历史性的事项。1957年8月31日，一万多人聚集在默迪卡体育场，见证马来亚联合邦宣布脱离英国殖民，正式独立。默迪卡体育场的建设，就会为了这个独立宣言。尽管默迪卡体育场见证了很多马来西亚历史性事项，这所体育场差点在1990年代被拆除。当时，体育场和其土地被赠与一间私人公司，以便拆除掉，建立一座价值10亿零吉的办公室和娱乐的综合大厦。这间私人公司也将会在其他地方建设七座体育场。后来，因为人民的反对，和面对亚洲金融危机时的资金的问题，这项计划被取消。2003年2月，默迪卡体育场被列为国家遗产建筑物。
2007年，默迪卡体育场重新装修，以恢复1957年的老样子作为庆祝马来西亚50周年和回忆东姑阿都拉曼宣布马来亚联合邦独立的历史时候。最高几层的位子被移除，可容纳人数从原有的45,000，锐减至20,000。这个装修，将会在2009年12月完工。

## 主要比赛
- 1989年东南亚运动会
- 1977年东南亚运动会
- 1971年东南亚半岛运动会
- 1975年拳击比赛：穆罕默德·阿里对阵乔·布格纳（英语：Joe Bugner）
- 1965年东南亚半岛运动会
- 1957年至1995年的默迪卡杯足球賽

## 其它活动
- 1984年1月17日鄧麗君《15週年巡迴演唱會》（吉隆坡站）
- 1996年10月27 & 29日 Michael Jackson《HIStory World Tour》（吉隆坡站）
- 1999年10月15日 張惠妹《妹力99世界巡迴演唱會》（吉隆坡站）
- 2000年9月8日 張國榮《熱情演唱會》（吉隆坡站）
- 2002年12月14日陳慧琳飛天舞會世界巡迴演唱會（吉隆坡站）
- 2003年5月17日 周杰倫《The One巡迴演唱會》（吉隆坡站）
- 2003年9月13日 陶喆《Soul Power 巡回演唱会》（吉隆坡站）
- 2003年11月29日 張惠妹《A級娛樂世界巡迴演唱會》（吉隆坡站）
- 2004年4月23日 王菲《菲比尋常巡迴演唱會》（吉隆坡站）
- 2005年1月29日 周杰倫《無與倫比巡迴演唱會》（吉隆坡站）
- 2005年12月10日 劉德華《Vision Tour世界巡迴演唱會》（吉隆坡站）
- 2006年1月14日 五月天《Final Home 當我們混在一起 世界巡迴演唱會》（吉隆坡站）
- 2007年11月24日 東方神起《O: The 2nd Asia Tour》（吉隆坡站）
- 2007年12月1日 S.H.E《移動城堡世界巡迴演唱會》（大馬站）
- 2008年2月23日 周杰倫《2008年世界巡迴演唱會》（吉隆坡站）
- 2008年4月13日 Celine Dion《Taking Chances World Tour》（吉隆坡站）
- 2008年6月14日 陳奕迅《Eason's Moving On Stage世界巡迴演唱會》（吉隆坡站）
- 2011年4月21日 Justin Bieber《My World Tour》（吉隆坡站）
- 2011年6月11日 蔡依林《Myself世界巡迴演唱會》（吉隆坡站）
- 2011年8月6日 陳奕迅《DUO世界巡迴演唱會》（吉隆坡站）
- 2012年3月3日 王力宏《MUSIC-MAN Ⅱ火力全開世界巡迴演唱會》（吉隆坡站）
- 2012年5月5日 張惠妹《AMeiZING 15週年世界巡迴演唱會》（吉隆坡站）
- 2012年5月12日 張學友《1/2世紀世界巡迴演唱會》（吉隆坡站）
- 2012年2月2日 Jennifer Lopez《Dance Again World Tour》（吉隆坡站）
- 2013年10月19日 陳奕迅《EASON's LIFE世界巡迴演唱會》（吉隆坡站）
- 2014年9月6日 王力宏《銀河20週年演唱會》（吉隆坡站）
- 2016年3月12日 EXOPLANET ＃2 - The EXO'luXion - 大马站（海外最終站）
- 2016年4月30日 張惠妹《烏托邦世界巡城演唱會》（吉隆坡站）
- 2016年7月16日 蔡依林《Play世界巡迴演唱會》吉隆坡站（最终站）
- 2016年8月6日 周杰倫《地表最強世界巡迴演唱會》（大馬站）
- 2016年10月1日 BIGBANG《MADE V.I.P歌迷見面會》（大馬站）
- 2016年10月22日 五月天 Just Rock It！就是世界巡迴演唱會（大馬站）
- 2017年3月18日 EXOPLANET ＃3 - The EXO'rDIUM - （大马站）
- 2017年9月17日 G-Dragon《母胎世界巡迴演唱會》（大馬站）
- 2017年10月28日 五月天LIFE人生無限公司巡迴演唱會（大馬站）[2]
- 2018年1月13日 《K-WAVE 2 Music Festival 2018 in Malaysia》
- 2018年1月27日 周杰倫《地表最強2世界巡迴演唱會》（大馬站）
- 2018年11月10日 光良《今晚我不孤獨世界巡迴演唱會》（大馬站）
- 2019年3月16日 王力宏《龍的傳人2060世界巡迴演唱會》（大馬站）
- 2025年1月11日 张杰《未·LIVE - 开往1982”巡回演唱会》吉隆坡站
- 2025年6月14日 《KPOP BIG 2 SUPER CONCERT in Malaysia》i-dle以及BamBam拼盘演唱会（已取消，原因；馬來西亞通訊部4月已批准舉行該演唱會，但主辦單位Live Universe Ent堅持申請取消。）
- 2025年7月11日《MR.DIY》成立20周年演唱会。
- 2025年7月18&19日 光良《不會分離·今晚我不孤獨3.0·巡迴演唱會》吉隆坡站

## 交通
默迪卡体育场临近吉隆坡单轨列车的马哈拉惹里拉站以及双溪毛糯－加影线的默迪卡站

## 画廊

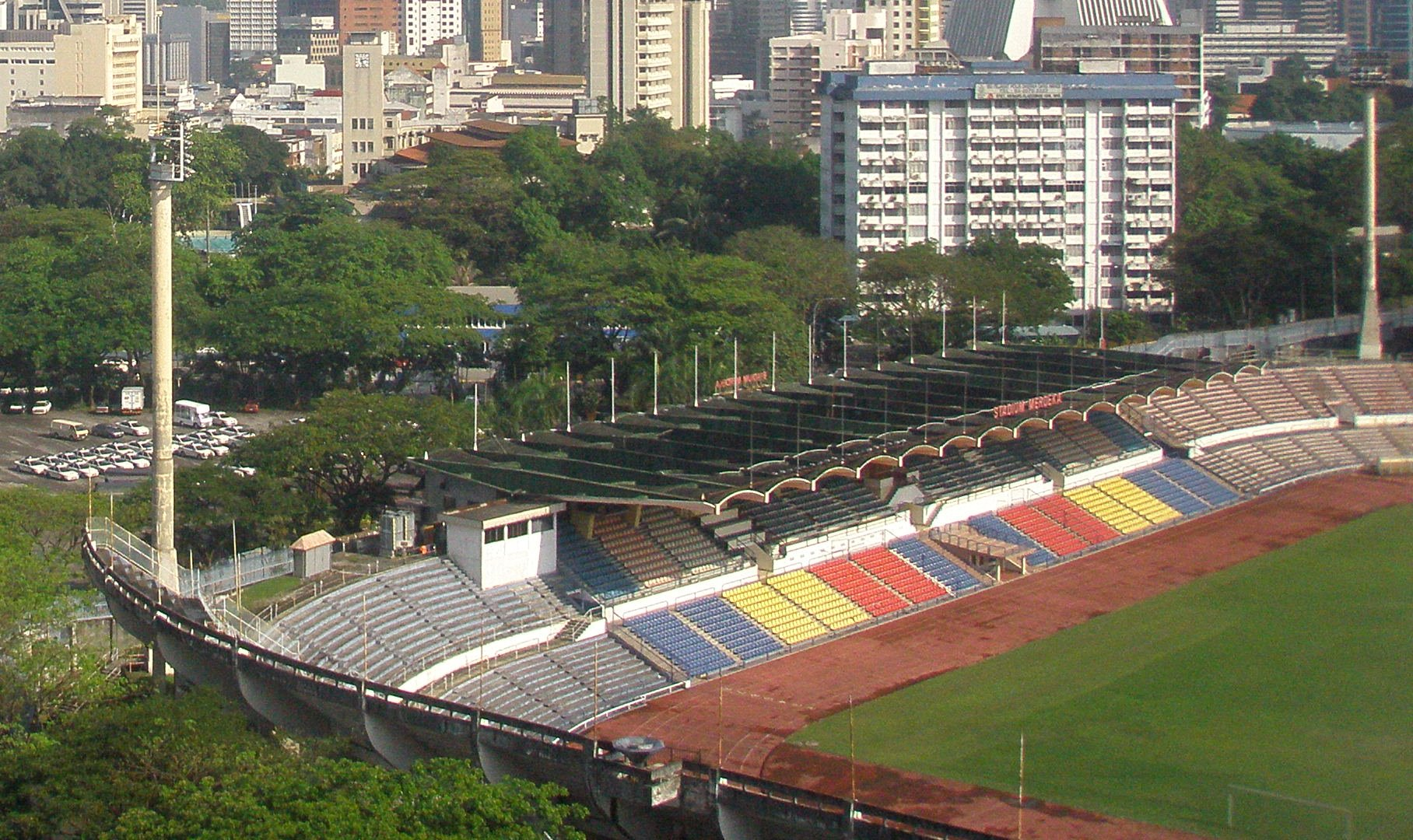
加上了高层位子的默迪卡体育场。
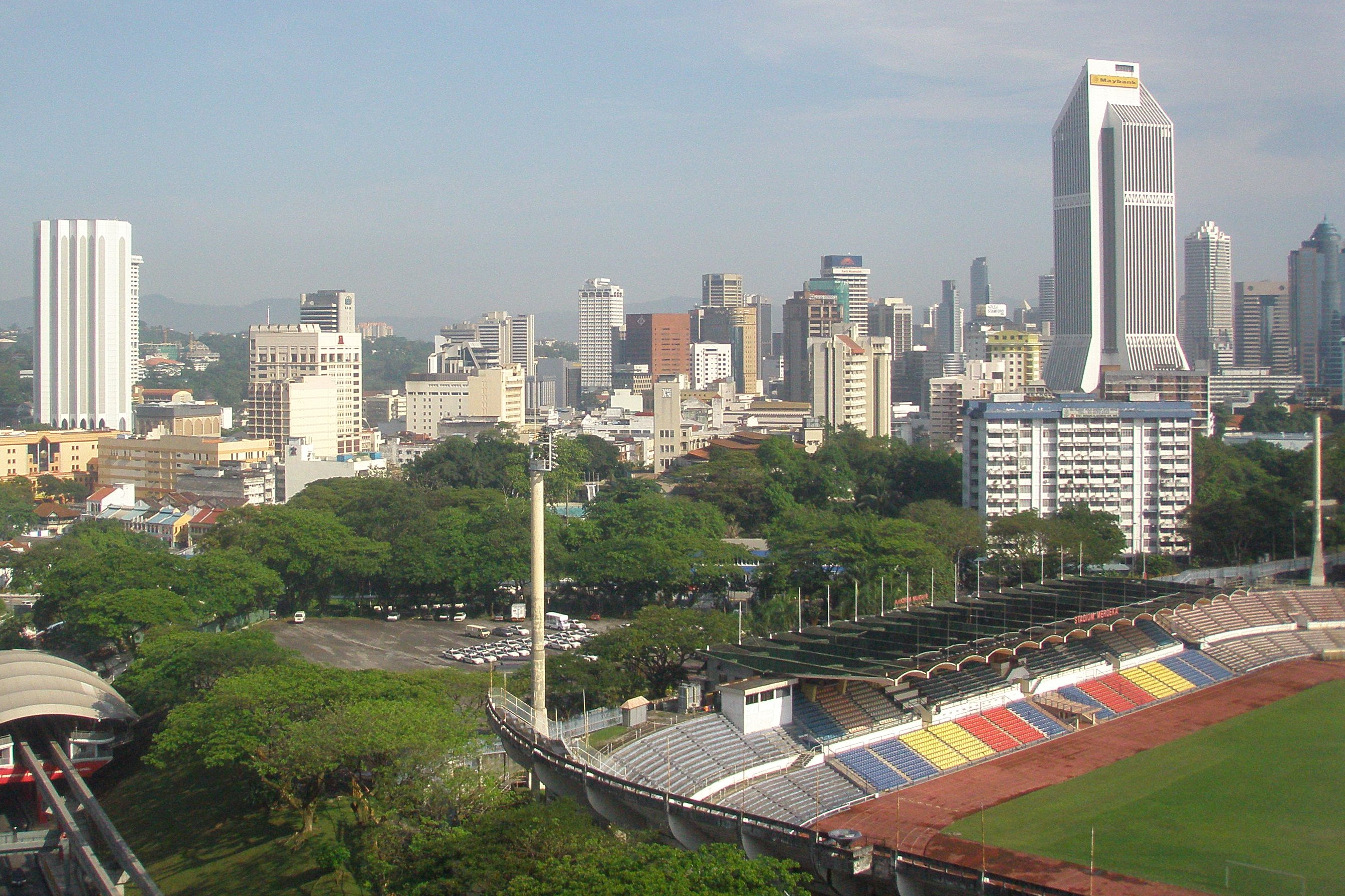
2007年的默迪卡体育场和吉隆坡。